# Samir Zulič
Samir Zulič, slovenski nogometaš, * 8. januar 1966, Koper.
Zulič je v karieri igral za kluba Koper in Olimpija v jugoslovanski oziroma slovenski ligi. Skupno je v prvi slovenski ligi odigral 231 prvenstvenih tekem in dosegel 62 golov. 
Za slovensko reprezentanco med letoma 1992 in 1995 odigral osem uradnih tekem in dosegel en gol. Edini gol je dosegel leta 1993 na prijateljski tekmo proti estonski reprezentanci.